# Shatra Wangpug Gyalpo
Shatra Wangpug Gyalpo (tibétain : བཤད་སྒྲ་དབང་ཕྱུག་རྒྱལ་པོ, Wylie : bshad sgra dbang phyug rgyal po ; chinois : 夏扎旺曲杰布), né en 1797 et décédé le 25 septembre 1864, est un homme politique tibétain. Il est Kalön du Kashag de 1843 à 1858 et régent du Tibet de 1862 à 1864.

## Biographie
En 1858, alors shape (ou kalön ayant fonction au Kashag), il décide que le Réting Rinpoché (Ngawang Yeshe Tsultrim Gyaltsen), alors desi (régent du Tibet), après la mort du 11e dalaï-lama (Khendrup Gyatso) en avril 1858, abuse de ses pouvoirs, en utilisant son propre sceau pour distribuer des titres et propriétés sans consultation du kashag. Le Kashag décide alors d'un nouveau poste, gardien du sceau, assigné à Shatra, ce dernier clamant que cela augmenterait le prestige du régent. Comprenant le but de Shatra de limiter ses pouvoirs, le desi l'exile sur ses terres à Nyemo, puis dans un distant Tibet occidental. Shatra envoie alors secrètement une lettre via un marchand de tabac à priser, à un proche supporteur, Palden Döndrup du monastère de Ganden et s'assure la protection des moines de Ganden et Drepung (appelé Gandre Drungche). Il retourne à Lhasa en 1862, où les moines de Drepung le rejoignent dans une grande procession, où il s'arrête dans un parc en face du palais Norbulinga. Le jeune 12e dalaï-lama (Trinley Gyatso) lui envoie thé et khadag (écharpe de bienvenue), et fini la procession dans sa maison. Le jour suivant ses forces le rejoignent et ils prennent possession du temple Tsuglagang au centre-ville, où il établit son quartier général et s'auto-proclame desi. Les guardes du régent le rejoignent et le Réting Rinpoché fuit au Monastère de Séra, où ses disciples, moines du collège Séra Che le défendent. Réting et deux officiels seniors, fuient alors en Chine, lui laissant le total contrôle.